# Botanische Tuinen Belfast

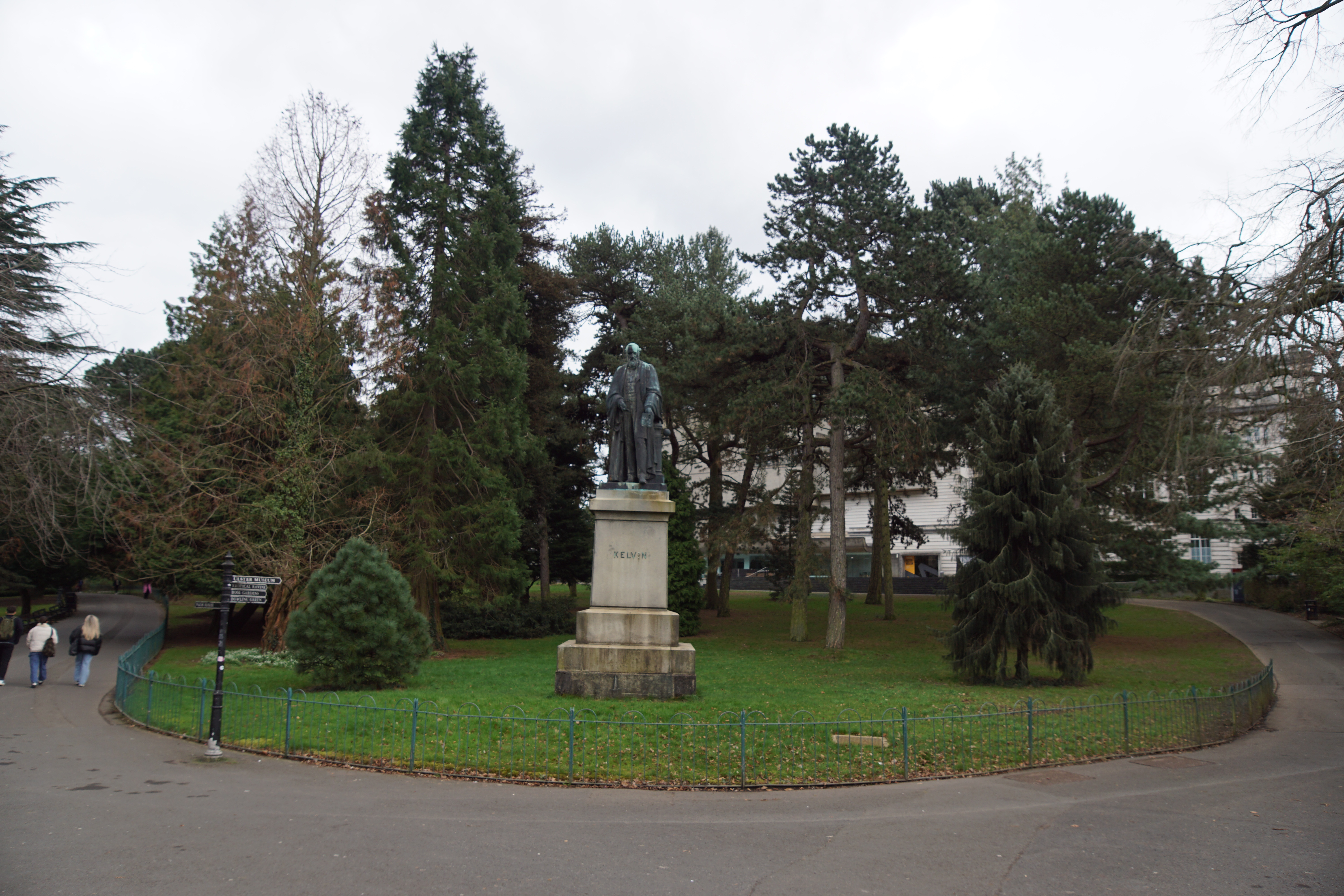
De Botanische Tuinen van Belfast met een standbeeld van Lord Kelvin.

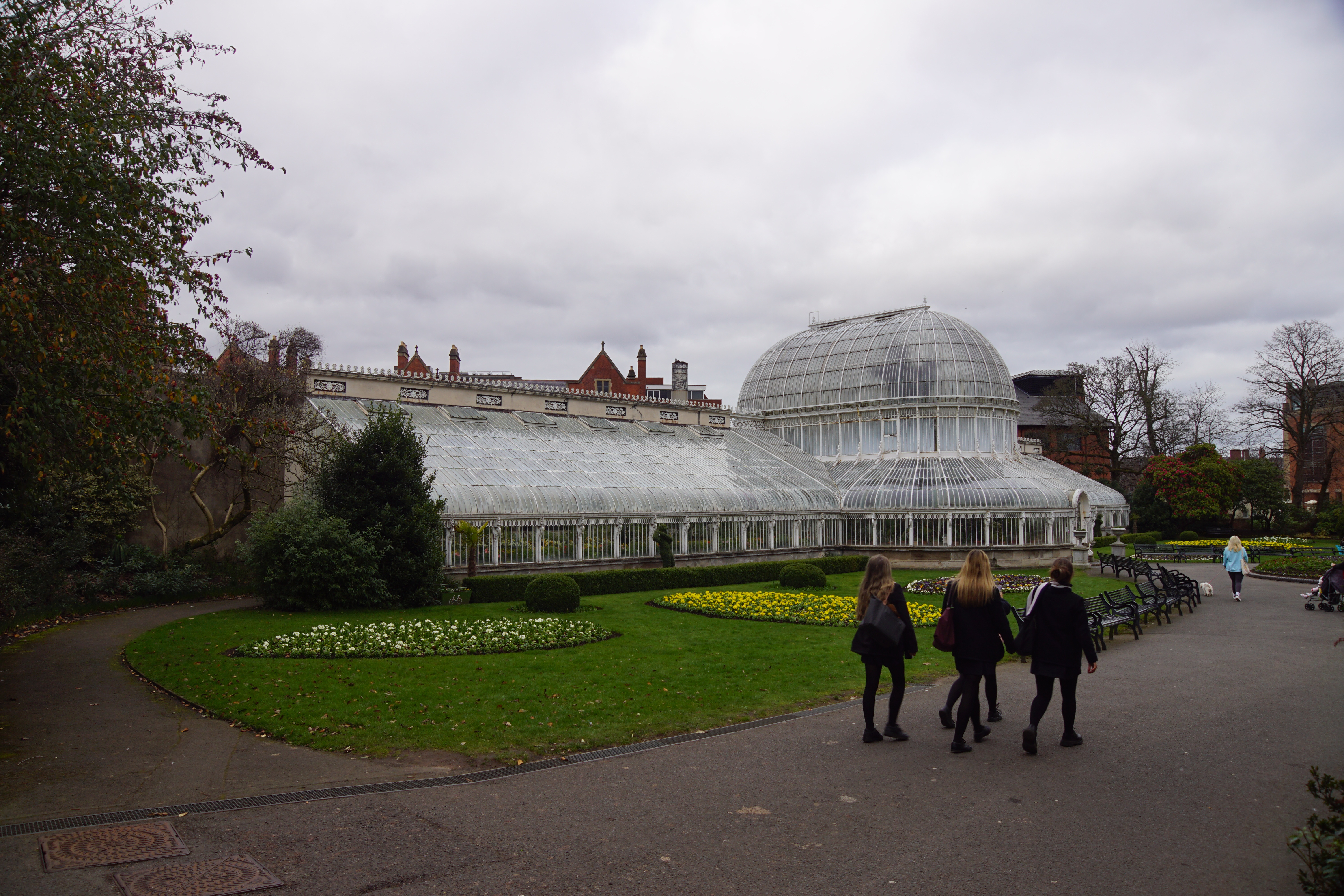
Het Palm House uit 1839/1852.

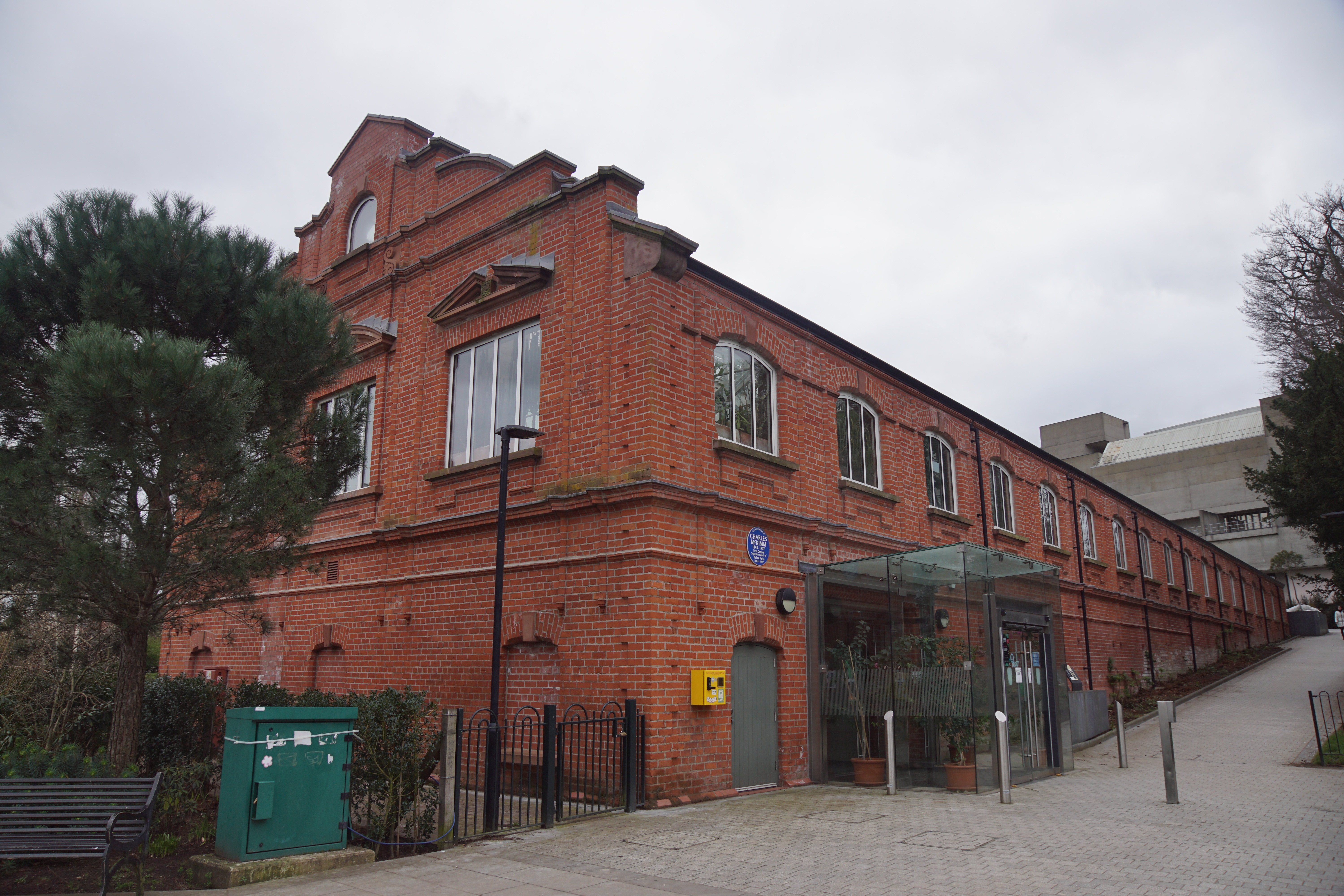
Het Tropical Ravine uit 1889.

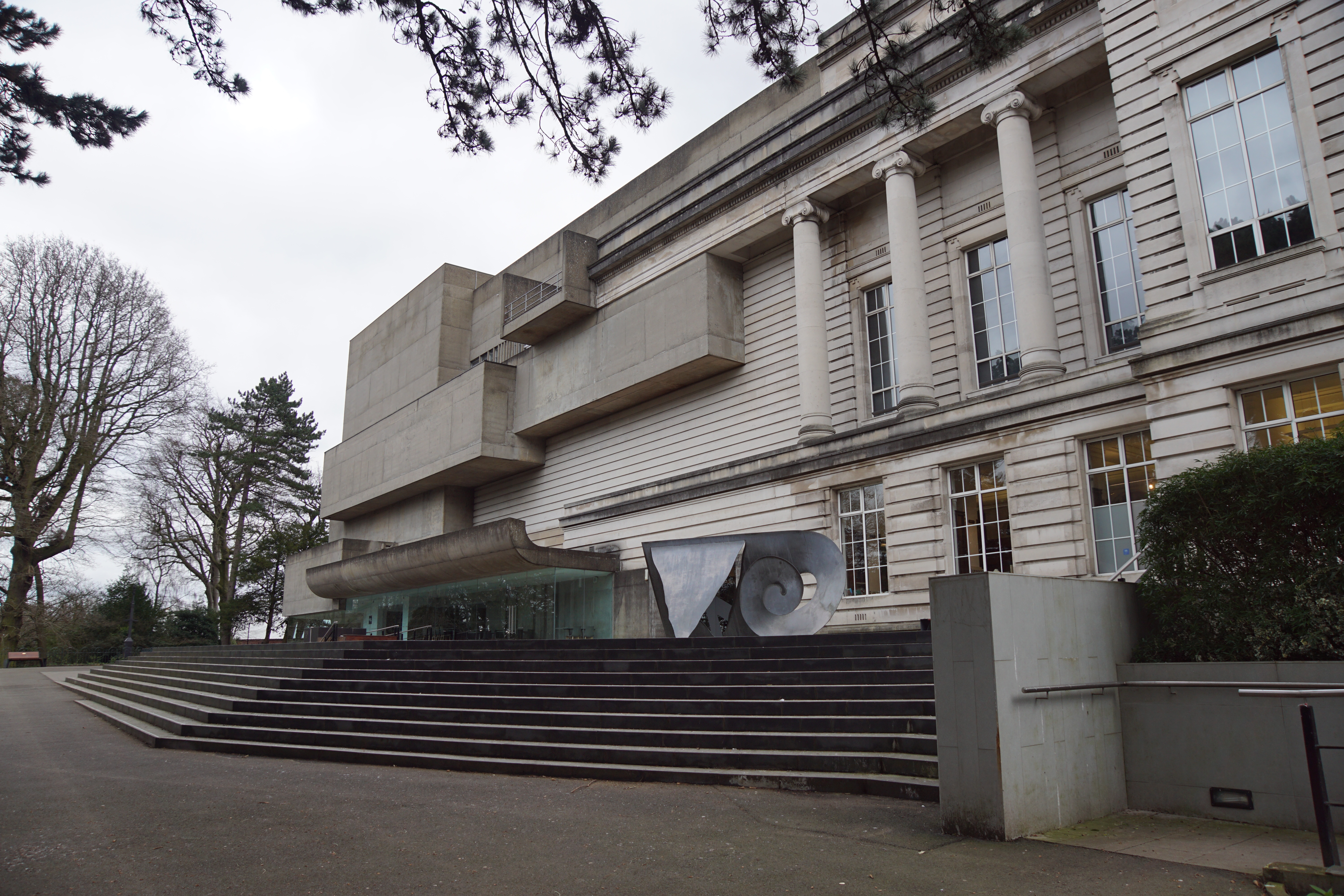
Het Ulster Museum.

De Botanische Tuinen (Engels: Botanic Gardens) vormen een openbaar park gelegen in de Queen's Quarter in Belfast, Noord-Ierland. De botanische tuinen dateren van 1828 en hebben twee Victoriaanse kassen. Sinds 1929 is het Ulster Museum gevestigd in deze botanische tuinen.

## Geschiedenis
De botanische tuinen werden opgericht door de Belfast Botanic and Horticultural Society in 1828 onder de naam Royal Belfast Botanical Gardens (Koninklijke Belfast Botanische Tuinen). De tuinen werden voorzien van exotische boomsoorten, decoratieve bloembedden en planten voor wetenschappelijke doeleinden. Er werden twee kassen gebouwd: het Palm House (het Palmenhuis) en de Tropical Ravine (het Tropische Ravijn). Het Palm House werd gebouwd in 1839 door de ijzermeester Richard Turner uit Dublin, die later ook kassen bouwde in onder meer Kew Gardens (1844-1848). Het ontwerp van het Palm House is van Charles Lanyon. In 1852 werd het Palm House uitgebreid met een veertien meter hoge elliptische koepel door Young uit Edinburgh waarmee Lanyons ontwerp compleet was uitgevoerd .
Het Tropical Ravine kwam in 1889 gereed naar een ontwerp van de hoofdtuinier Charles McKimm en verving het Orchid House (Orchideeënhuis). Het gebouw was vooral bedoeld voor exotische varens. 
Vanwege financiële problemen werden de tuinen in 1895 verkocht aan de Belfast Coorporation, de voorloper van de Belfast City Council, voor 10.500 pond waardoor de tuinen een openbaar park werden.
In 1929 kwam het nieuwe gebouw van het Ulster Museum gereed aan de zijde van Stranmillis Road. Tussen 1964 en 1971 werd het gebouw uitgebreid naar een ontwerp van Francis Pym uit Londen.

## Beschrijving
De Botanische Tuinen beslaan een oppervlakte van 110.000 vierkante meter. De vorm van het park is een omgekeerde L. Bij de hoofdingang aan de Stranmillis Road aan de noordwestelijke kant van het park (in de kop van deze L) staat een standbeeld van de natuurkundige Lord Kelvin. Ten zuiden van deze ingang bevindt zich het Ulster Museum. Naar het oosten toe bevinden zich de Tropical Ravine en - iets noordelijker - het Palm House. 
Het Palm House is een kas gemaakt van glas en gietijzer. De kas heeft twee vleugels: de koude vleugel en de tropische vleugel. Elke vleugel is 19,8 meter lang, zes meter hoog en zes meter breed. In het midden bevindt zich een veertien meter hoge elliptische koepel.
Het Tropical Ravine is een rechthoekige kas waarbij de bezoeker vanaf balkons neerkijkt op een vochtig dal met tropische planten. In het zuidelijke deel van het park bevinden zich onder meer een rozentuin en sportfaciliteiten. Het zuidoostelijke deel grenst aan de Stranmillis Embankment die langs de rivier de Lagan loopt. 

## Galerij

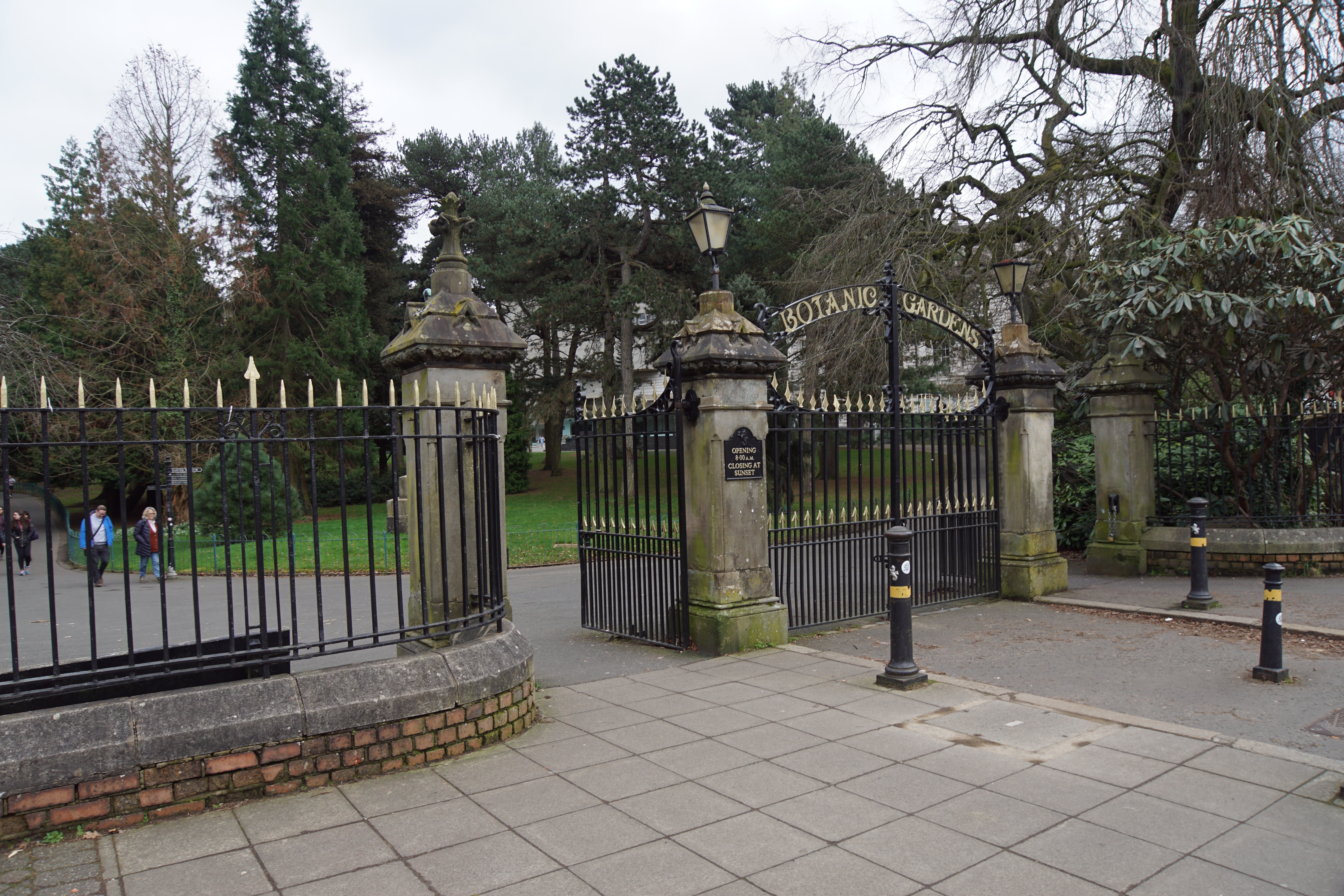
Hoofdentree
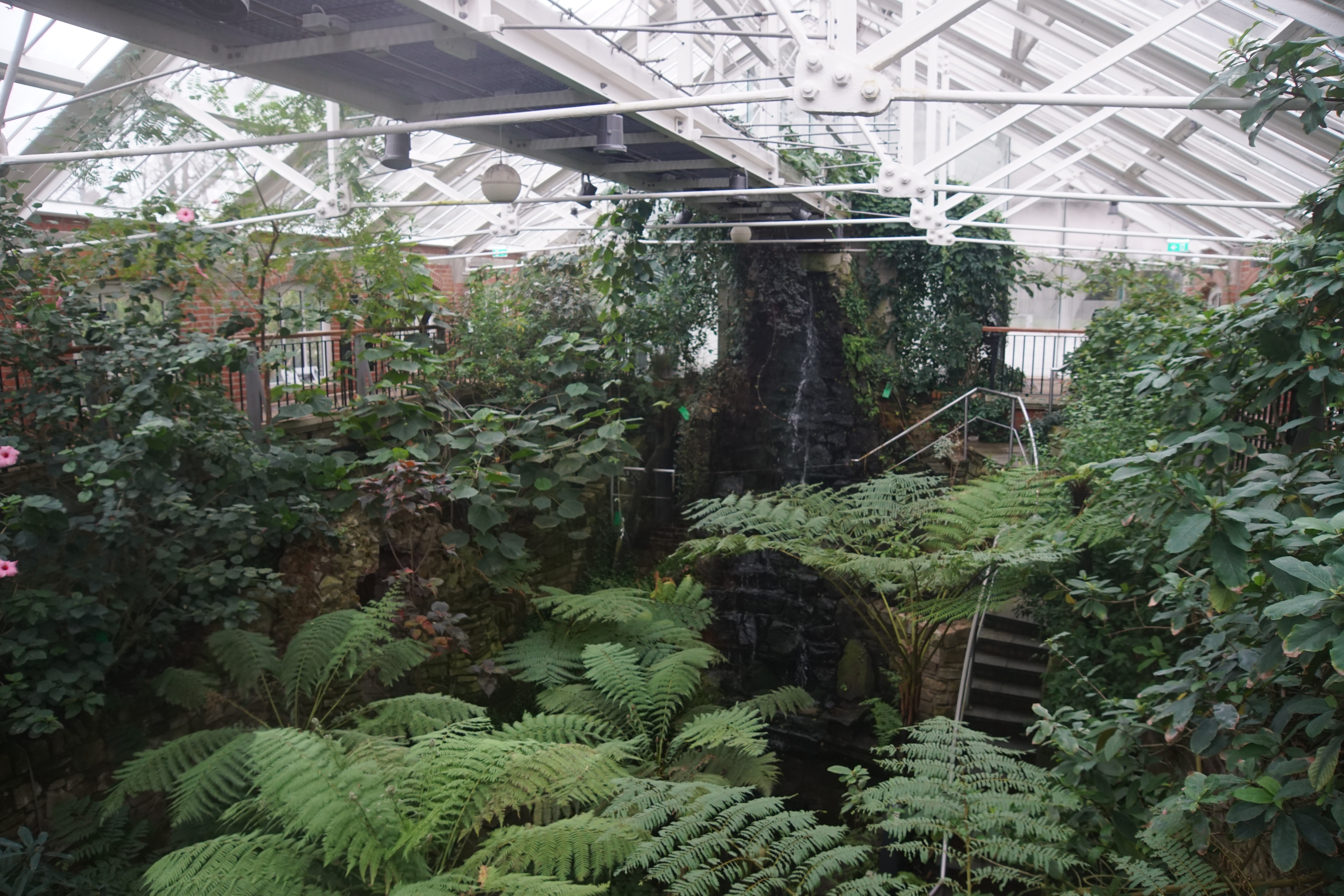
Tropical Ravine: watervalletje
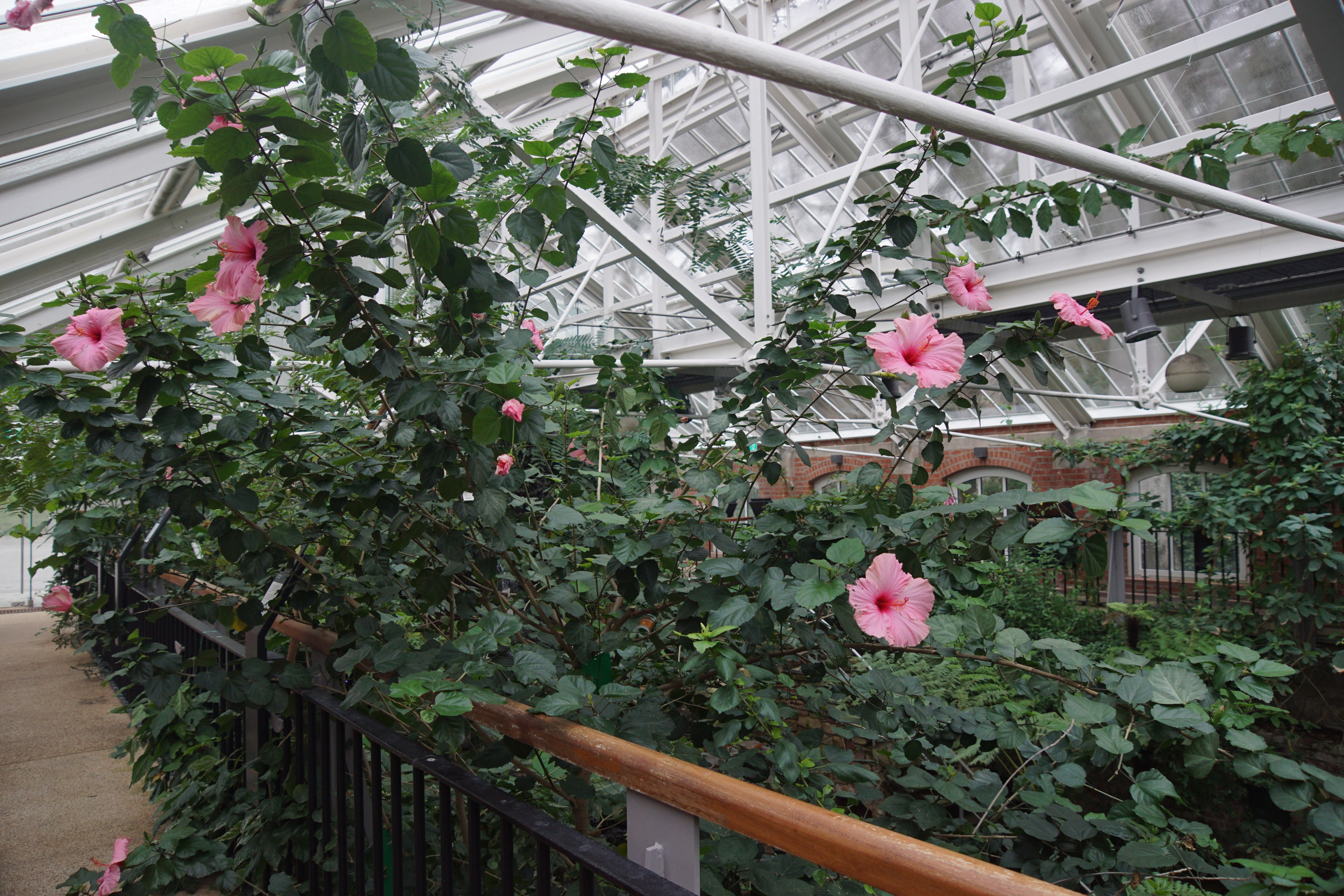
Tropical Ravine: Rosa hibernica
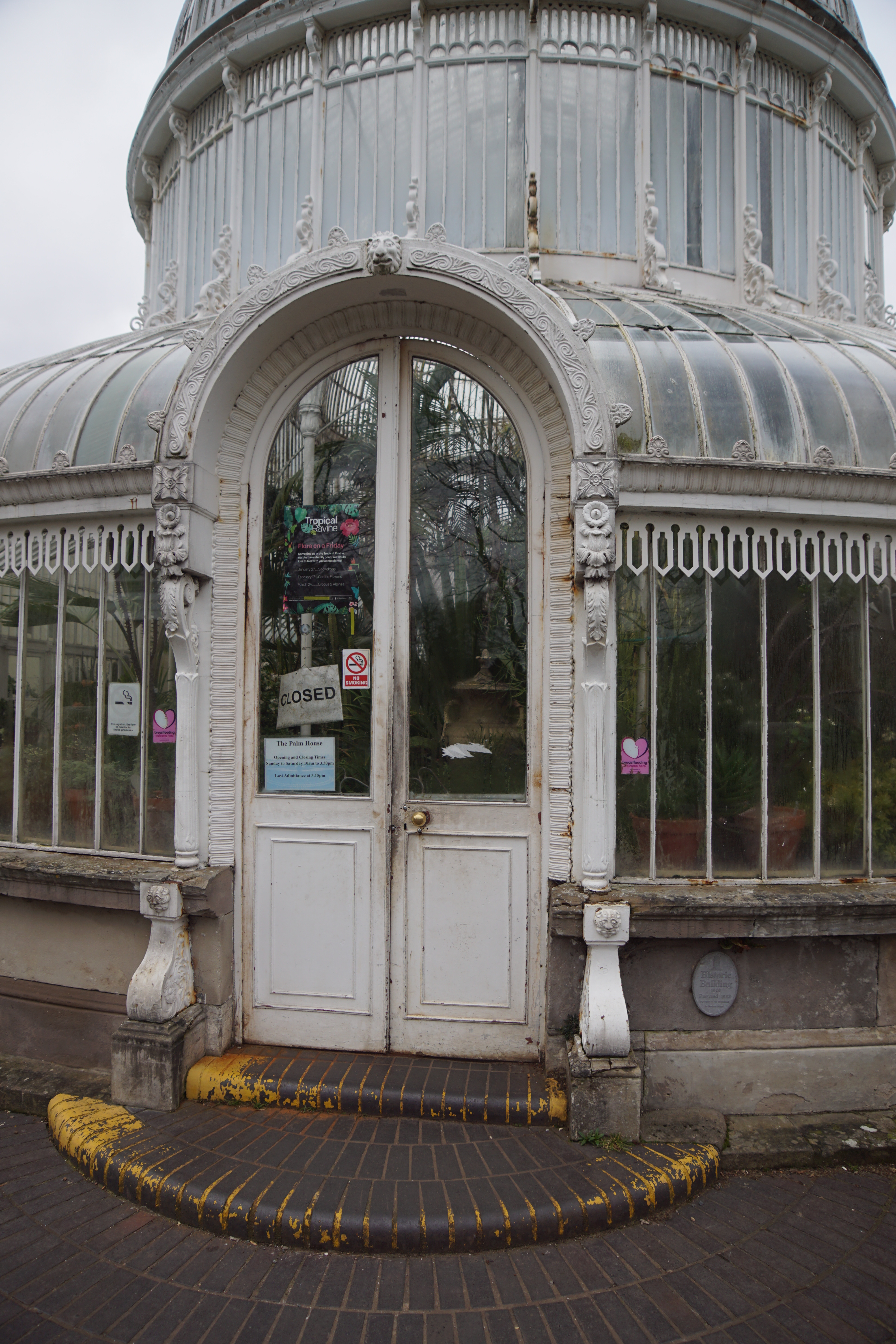
Palm House: entree